# Кайзеровские горы
Кайзеровские горы (нем. Kaisergebirge, лит. «Горы императора») или просто Кайзер — горные хребты в Северных Известняковых Альпах и Восточных Альпах. Состоят из двух основных хребтов — Заммер-Кайзер («нежный или прирученный император») на севере и Вильдер-Кайзер («дикий или яростный император») на юге. Весь комплекс расположен в австрийском Тироле между городами Куфштайн и Санкт-Иоганн-ин-Тироль. Горы Кайзер известны своими пейзажами во всех северных Альпийских Альпах.

## Деление
Горы Кайзер разделены на горы Вильдер-Кайзер или Дикий Кайзер, образованные преимущественно из голых известняковых пород, и Заммер-Кайзер, чья южная сторона покрыта преимущественно горной сосной. Эти два горных хребта соединены перевалом Стрипсенйох на высоте 1580 м. На западе они разделены долиной Кайзерталь, а на востоке — долиной Кайзербах. В общей сложности Кайзер простирается примерно на 20 км в направлении с востока на запад и на 14 км — с севера на юг, что даёт общую площадь около 280 квадратных километров. Заммер-Кайзер едва превышает 2000 метров. Высшая точка в Вильдер-Кайзере — гора Эльмауэр, около города Куфштайн — составляет 2344 метра. В горной системе есть ещё около сорока вершин: в том числе, ряд известных — Карлспитцен, Тотенкирхль, Флейшбанк, Предхитштуль, Гойнгер-Халт, Акерлспитце и Маукспитце.

## Заповедник
Уже в 1920-е годы отдельные любители природы, в том числе Франц Нибоер, призывали к защите уникального природного района вокруг гор Кайзера. Главной целью этой защиты было предотвратить чрезмерное развитие сети канатных и автомобильных дорог. В те годы эти идеи не увенчались успехом. В 1961 году, после референдума, было принято решение создать в горах заповедник — он был официально открыт 19 апреля 1963 года. Заповедная зона, охватывающая все вершины Вильдер- и Заммер-Кайзера, имеет площадь в 102 квадратных километра и находится в пределах территорий муниципалитетов Куфштайн, Святой Иоганн в Тироле, Эббс, Эльмау, Гойнг, Кирхдорф в Тироле, Шеффау и Вальхзее.
Высота заповедника колеблется от 480 до 2344 м; единственный антропогенное сооружение в охраняемой зоне — кресельный подъемник к Брентенйоху. Долгое время строительство дороги в долину Кайзерталь было причиной острых дебатов, так как это была единственная населенная долина в Австрии без дороги. В итоге, дорога Кайзерталь была открыта 31 мая 2008 года; она была построена как частная дорога — то есть предназначенная для использования только узкой группой лиц: местных жителей, фермеров, органов власти и служб безопасности.
Флора и фауна заповедника очень богата: в Кайзеровских горах существует около 940 видов цветковых растений, 38 различных видов папоротника и более 400 видов мха. Местные колонии грибов и лишайников представлены 100 и 236 различными видами, соответственно. Лесной регион включает в себя преимущественно смешанный лес с буком, пихтой и елью; в области у подножья гор также произрастает клён, ясень и платан, а в солнечных областях — ольха. В субальпийском регионе встречаются типичные виды карликовых кустарников: такие как горная сосна и альпенроза, а также — редкий карликовый альпенроз. Существуют также различные водно-болотистые части с типичной растительностью.
Как следствие процессов ледникового периода, Кайзер также является домом для ряда редких — частично эндемичных — беспозвоночных, таких как Allobobophora smaragdina (желто-зеленый дождевой червь), улиток, пауков и бабочек. Типичными местными позвоночными являются альпийские и огненные саламандры, гладкие змеи, гадюки (необычных цветов), съедобная соня, содовая солянка и полевка. Хищниками, встречающимися в горах, являются северный тетеревятник, евразийский воробей, беркут, карликовая сова и сова Тенгальма.

## Геология и гидрология
Кайзер является частью Северных Известняковых Альп и состоит в основном из известняка веттерштейн и доломита. Известняк имеет максимальную толщину около километра. Между Флейшбанком и Оврагом Гойпера расположен небольшой ледник, который, вероятно, скоро исчезнет, в связи с повышением средней температуры. На крайнем западе горной гряды находится озеро Хинтерштайн, которое используется для купания.

## История
Первые свидетельства человеческих поселений в горах датирован 4000-5000 лет назад: это останки охотников каменного века в пещере Тишофер. Другие исследования показали присутствие в пещере поселенцев эпохи бронзового века. Документальные подтверждения поселения людей в Кайзертале существуют со Средних веков и датированы, по крайней мере, 1430 годом: это соглашение о покупке фермы под названием Хинтеркайзер. Название «Кайзер» для этого района является ещё более древним и упомянуто уже к 1240 году в каталоге товаров Кицбюэля.